# 東京大学先端科学技術研究センター
東京大学先端科学技術研究センター（とうきょうだいがくせんたんかがくぎじゅつけんきゅうセンター、英: Research Center for Advanced Science and Technology, The University of Tokyo）は、東京大学の附置研究所の一つで、材料、情報、生物医化学、バリアフリー、社会科学、環境・エネルギーの6つをカテゴリーに、分野横断的に先端科学技術の新領域開拓を主な研究対象とする。略称は「先端研」「RCAST」。
1987年（昭和62年）5月21日に、東京大学の附置研究所としては11番目に設立された。大学院課程の高等教育機関でもあり、名称は「工学系研究科先端学際工学専攻」である。

## 概要
設立は1987年5月21日であるが、その源流は1918年4月1日設立の東京帝国大学航空研究所にまで遡る。1964年に、東大航空研究所は東大宇宙航空研究所（宇航研）として生まれ変わるが、その規模の大きさゆえに、1981年、文部省直轄の宇宙科学研究所（宇科研）と、東京大学工学部附属境界領域研究施設（境界研）の2つに分割されることとなる。
猪瀬博工学部長は境界研後継組織の検討を1986年4月から始め、民間企業に一時在籍していた自身の経験に倣い、企業の研究所が採用する部門構成を採用した。先端研の4つのモットー「学際性」「流動性」「国際性」「公開性」は猪瀬が中心となって発案されたものとされる。東大初の寄付研究部門の創設や社会人大学院の設置、そしてさらなる飛躍のための人材集めなど多くの点で、先端研の基礎とその独特の文化を作り出していった。設立時の困難があったからこそ、大学の弊害を跳ね返して、大学の研究所に新たな風を吹き入れ、従来の大学をリードするための組織変革が基本方針として表れたといえる。
2004年4月、国立大学法人東京大学の11番目の附置研究所として正式認可された。

## 沿革
- 1987年
  - 5月21日：先端科学技術研究センター発足（基幹7研究分野、教官数14名）。
  - 10月：日本の国立大学で初めて寄付研究部門を開設。
- 1988年4月：19基幹研究分野、4客員分野、4寄付研究部門（全教官数48名）に拡充。
- 1992年4月：東京大学大学院工学系研究科先端学際工学専攻博士課程設置、先端研は18基幹研究分野に変更。
- 1996年5月：文部省「卓越した研究拠点 (COE)」に設定。東京大学国際・産学共同研究センター (CCR) 設立。
- 1997年4月：知的財産権大部門設置（先端研は21基幹分野）。
- 1998年
  - 4月：駒場オープンラボラトリー。
  - 8月：株式会社先端科学技術インキュベーションセンター (CASTI) 設立。
- 1999年4月
  - 先端経済工学研究センター (AEE) 設立。
  - 22基幹分野、6客員分野、4寄付研究部門（全教官数52名）に改組。
- 2001年
  - 4月：先端科学技術エンタープライズ株式会社 (ASTEC) 設立。
  - 8月：科学技術振興調整費戦略的研究拠点「人間と社会に向かう先端科学技術オープンラボ」計画開始。
  - 11月：先端テクノロジービジネスセンター (AcTeB) 発足。
- 2002年4月：特任教員／研究員を含むオープンラボプロジェクト開始。
- 2004年
  - 4月
    - 国立大学法人東京大学が発足し、11番目の附置研究所として正式認可（先端経済工学研究センターを併合）。
    - 大部門制を廃止。
    - 先端研の運営にかかわる経営戦略会議と先端研ボードの設置。

  - 5月：国内初の寄付基金研究部門を開設。
- 2006年4月：経営戦略企画室を発足（AcTeB の産学連携機能を吸収）。
- 2008年
  - 4月：CCR の廃止によりその一部を合併。
  - 9月 - エネルギー・環境技術国際研究拠点「SOLAR QUEST」を立ち上げ。
- 2009年
  - 2月：ENEOSラボ開所。
  - 4月：先端学際工学専攻に「先端科学技術イノベータコース」を設置
- 2010年4月：産学連携新エネルギー研究施設を設置
- 2011年4月：3号館南棟（環境エネルギー研究棟）竣工
- 2014年：日本財団との共同プロジェクトとして、突出した能力はあるものの教育環境に馴染めずに不登校傾向にある小・中学校生を選抜し、継続的な学習保障および生活のサポートを提供するプログラム、「異才発掘プロジェクト ROCKET」を開始[4]。

## 歴代センター長・所長
- 1987年5月21日 - 1989年3月31日 大越孝敬（光デバイス）
- 1989年4月01日 - 1991年3月31日 柳田博明（インテリジェント材料学）
- 1991年4月01日 - 1993年3月31日 大須賀節雄（知能工学）
- 1993年4月01日 - 1995年3月31日 村上陽一郎（科学技術と社会的価値）
- 1995年4月01日 - 1997年3月31日 岸輝雄（高信頼性材料）
- 1997年4月01日 - 1999年3月31日 二木鋭雄（分子情報機能材料）
- 1999年4月01日 - 2001年3月31日 岡部洋一（情報デバイス）
- 2001年4月01日 - 2004年3月31日 南谷崇（情報物理システム）
- 2004年4月01日 - 2007年3月31日 橋本和仁（インテリジェント材料学）
- 2007年4月01日 - 2010年3月31日 宮野健次郎（フォトニクス材料分野）
- 2010年4月01日 - 2013年3月31日 中野義昭（情報デバイス分野）
- 2013年4月01日 - 2016年3月31日 西村幸夫（都市保全システム分野）
- 2016年4月01日 - 2022年3月31日 神崎亮平（生命知能システム分野）
- 2022年4月01日 - 杉山正和[5]

## 研究体制
設立の趣旨の下、分野横断的な研究活動を推進している。
各研究室を核とした小規模運営体制
先端研における研究活動の大きな特徴は、研究活動の単位を研究室にすることで研究組織をフラット化していることである。一研究室が一研究分野を担い、各々が同格の研究室という小さな単位を機動的に運用することで、所属員である研究者の流動性を高く保ち、また速やかかつ柔軟に研究組織や体制を改編、変化に対応することができる。
例えば新規に研究者を採用する場合は、その時の社会情勢や将来への展望、先端研の他研究分野との融合による新たな研究領域創出の可能性など多角的な議論を経て決定される。

## 研究領域
6つのカテゴリーに39の専門分野、1つの寄付研究部門、社会連携講座・3つの社会連携研究部門からなる。
材料
- 極小デバイス理工学
- 量子情報物理工学
- 理論化学
- 高機能材料

情報
- 知能工学
- 情報デバイス
- 生命知能システム
- 数理創発システム
- 光製造科学
- 身体情報学
- コミュニケーション科学
- 生命データサイエンス
- ロボティック生命光学

生物医化学
- 生命反応化学
- ゲノムサイエンス
- 代謝医学
- ケミカルバイオテクノロジー
- 合成生物学
- ニュートリオミクス・腫瘍学
- 臨床エピジェネティクス 寄附研究部門

バリアフリー
- バリアフリー
- 人間支援工学
- 当事者研究

社会科学
- 知的財産法
- 技術経営
- 情報文化社会
- 政治行政システム
- グローバルセキュリティ・宗教
- 科学技術論・科学技術政策

環境・エネルギー
- エネルギー・環境
- 新エネルギー
- 気候変動科学
- 共創まちづくり
- エネルギーシステム
- グローバル気候力学
- 附属産学連携新エネルギー研究施設

社会連携講座・社会連携研究部門
- 群集マネジメント
- 再生可能燃料のグローバルネットワーク
- 炎症疾患制御

### 分野横断型取り組み
- 東日本大震災アーカイブプロジェクト
東日本大震災に係る記憶・記録を保存・活用するためのアーカイブ構築に向けた提言を目的とする。

### 若手アライアンス研究室
- 東京大学 生命・情報科学若手アライアンス
  - 合成生物学
  - ロボティック生命光学
  - ニュートリオミクス・腫瘍学
  - 生命データサイエンス

## 産学官連携

### 産学連携
先端研では、共同研究ほど明確でないものの、先端研と何らかの連携を考えてみたい、という企業向けに、研究パートナーやテーマの発掘を意図した「トライアル連携」を推進している。トライアル連携では、講演会、現場見学等による研究者交流、企業の研究課題に助言等を行う研究コンサルティング、共同フィージビリティスタディなどの活動を通じ、本格的な共同研究に繋げていくことを目指している。

### 自治体との連携
- 石川県および財団法人石川県産業創出支援機構（2012年3月）
学術の振興、産業の発展および活力ある個性豊かな石川の地域つくり
- 長野県小布施町（2016年7月20日）
コミュニティの再生ならびに活性化に関する総合的研究／共創型まちづくりプラットフォーム（リビンラボ）に関する研究 ／まちづくり施策の立案／ワークショップ・シンポジウム・会議・発表展示会などの開催
- 熊本大学および熊本県（2017年4月10日）
平成28年熊本地震からの創造的復興を達成、復旧・復興を進める
- 信州大学社会基盤研究センターおよび軽井沢町（2017年6月26日）
地域の課題に適切に対応し、活力ある豊かな地域社会の形成と発展
- 福島県いわき市（2018年3月20日）
環境・エネルギー分野における学術の振興、産業の発展などを通した活力ある個性豊かな地域形成
- 北海道白老町（2019年2月1日）
地域課題への適切な対応、活力ある個性豊かな地域社会の形成と発展
- 大分県（2024年2月9日）
包括連携協定を締結して大分県庁内にサテライトオフィスを設置[6]。

### コンソーシアム
- ICT実証フィールドコンソーシアム
- 高信頼性・高温材料研究開発コンソーシアム

## 先端学際工学専攻
先端学際工学専攻の特徴の一つとして、従来型の大学院教育に加えて、社会人に対する再教育としての大学院教育も行っていることが挙げられる。
2009年度から、「先端科学技術イノベータコース」をスタートさせた。これは先端科学技術をベースにイノベーションを生み出す力を持った人材の養成を目指すもので、高度な専門技術者としての目的意識やマネジメント能力を身に付けることを念頭においている。
また2010年度からはバリアフリープログラムと環境・エネルギープログラムを立ち上げ、より充実した教育・研究環境を提供している。
修了すると、博士（学術）または博士（工学）が授与される。

### 先端学際工学専攻の講座（分野）
- 総合先端物質デバイス学
インテリジェント材料学、化学認識機能材料、高信頼性材料、光デバイス、極小デバイス理工学、極小デバイス、地球大気環境科学、エネルギー・環境、新エネルギー、量子情報物理工学、気候変動科学
- 総合先端情報システム学
知能工学、情報デバイス、情報物理システム、都市保全システム、生命知能システム、製造情報システム、情報ネットワーク、数理創発双発システム
- 総合先端生命学
生命反応化学、ケミカル・バイオテクノロジー、システム生物医学、計量生物医学、代謝医学、人工生体機能、ゲノムサイエンス、医用マイクロマシン
- 総合先端研究戦略・社会システム学
科学技術論・科学技術政策、認知科学、バリアフリー、人間支援工学、支援情報システム、技術経営、金融工学、イスラム政治思想、マクロ経済分析、政治行政システム
- 総合先端知的財産学
知的財産法、生命科学の法と政策

## 国際協定機関
イギリス
- ケンブリッジ大学クレアホール

 フランス
- フランス国立科学研究センター
- ローマ・トル・ヴェルガータ大学（イタリア）

 スウェーデン
- ストックホルム大学

 アメリカ合衆国
- アリゾナ州立大学・アリゾナ再生可能エネルギーイニシアティブ
- セントルイス・ワシントン大学
- 革新的太陽光発電研究所 (CRSP)

 オーストラリア
- ニューサウスウェールズ大学
- アデレード大学
- クイーンズランド工科大学

 韓国
- ソウル大学校

 イスラエル
- テルアビブ大学 モシェ・ダヤン中東アフリカ研究センター

 インド
- 科学産業研究局 科学産業研究委員会

## 附属研究施設
- 環境エネルギー研究棟
- 風洞実験棟
- 図書室

## ギャラリー

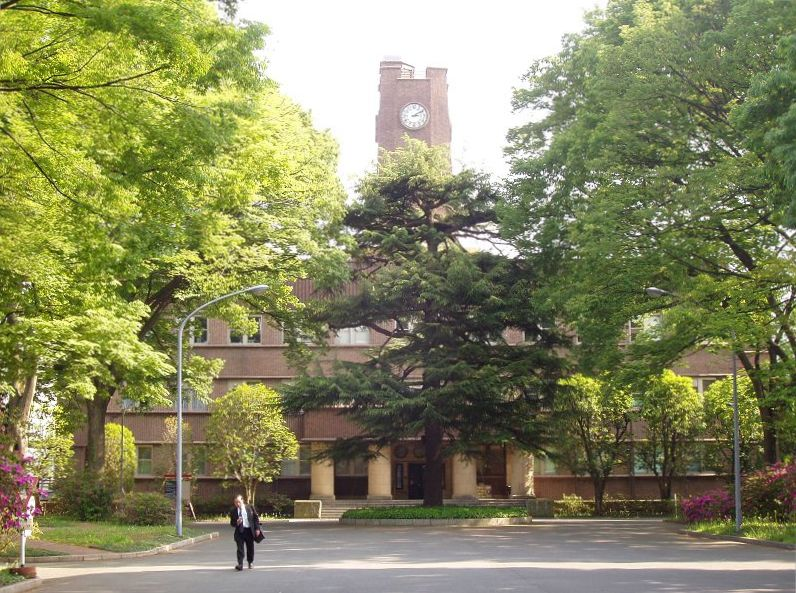
東京大学先端科学技術研究センター（2008年4月30日撮影）

## 交通アクセス
駒場IIキャンパスに所在する。
- 小田急線／東京メトロ千代田線代々木上原駅より徒歩12分
- 小田急線東北沢駅から徒歩8分
- 京王井の頭線駒場東大前駅西口から徒歩10分
- 京王井の頭線池ノ上駅から徒歩10分

## テレビ番組
- 日経スペシャル ガイアの夜明け ＜シリーズ日本の知を問う 2＞ 大学は宝の山だ！！ 〜産学連携が未来のヒットを創る〜（2003年12月16日、テレビ東京）[7]。